# Kauffman-Gletscher
Der Kauffman-Gletscher ist ein breiter, glatter und 11 km langer Gletscher an der Black-Küste des Palmerlands auf der Antarktischen Halbinsel. Er fließt in östlicher Richtung zum Kopfende des Palmer Inlet.
Der United States Geological Survey kartierte ihn im Jahr 1974. Das Advisory Committee on Antarctic Names benannte ihn 1976 nach dem Biologen Thomas A. Kauffman, der im Rahmen United States Antarctic Research Program im Jahr 1973 als wissenschaftlicher Leiter der Palmer-Station tätig war.